# Liste der Naturdenkmäler im Bezirk Amstetten
Die Liste der Naturdenkmäler im Bezirk Amstetten enthält die Naturdenkmäler im Bezirk Amstetten.

## Naturdenkmäler
| Foto |                 | Name                                                    | ID     | Standort                                                                       | Beschreibung | Fläche | Datum      |
| ---- | --------------- | ------------------------------------------------------- | ------ | ------------------------------------------------------------------------------ | --- | ------ | ---------- |
| 1    | Datei hochladen | Kalktuffquellen am Jakobsbrunnenweg                     | AM-081 | Amstetten KG: Edla GrStNr: 1741/1 Standort                                     | |        | 22.11.2012 |
| 1    | Datei hochladen | Stieleiche                                              | AM-072 | Amstetten KG: Mauer bei Amstetten GrStNr: 1097/1 Standort                      | |        | 18.12.1984 |
| 1    | Datei hochladen | Donarstein Naturgebilde                                 | AM-060 | Ardagger KG: Kollmitzberg GrStNr: 1204 Standort                                | |        | 02.07.1975 |
| 1    | Datei hochladen | Hexenstein Naturgebilde                                 | AM-059 | Ardagger KG: Kollmitzberg GrStNr: 1022/1 Standort                              | → Hauptartikel : Hexenstein (Ardagger) f1                                                                         |        | 11.12.1972 |
| 1    | Datei hochladen | Kastanienbäume                                          | AM-071 | Ardagger KG: Stefanshart GrStNr: 1657/4 Standort                               | |        | 03.06.1984 |
| 1    | Datei hochladen | 2 Eichen, Günther-Eichen                                | AM-068 | Biberbach KG: Biberbach GrStNr: 403/1 Standort                                 | |        | 30.03.1982 |
| 0 BW | Datei hochladen | Eibe                                                    | AM-043 | Ertl KG: Ertl GrStNr: 618 Standort                                             | Anmerkung: Grundstücksgenau                                                                                       |        |            |
| 0 BW | Datei hochladen | Eibengruppe                                             | AM-044 | Haidershofen KG: Brunnhof GrStNr: 461/1 Standort                               | |        | 08.03.1958 |
| 0 BW | Datei hochladen | Eibe                                                    | AM-021 | Hollenstein an der Ybbs KG: Großhollenstein GrStNr: 240 Standort               | |        | 31.10.1935 |
| 1    | Datei hochladen | Diluvialschotterterrasse "Die Schaumauer"               | AM-001 | Hollenstein an der Ybbs KG: Großhollenstein GrStNr: 437/1 Standort             | |        | 02.03.1925 |
| 1    | Datei hochladen | Linde                                                   | AM-025 | Hollenstein an der Ybbs KG: Großhollenstein GrStNr: 467 (früher: 118) Standort | |        | 31.10.1935 |
| 1    | Datei hochladen | Granitblock Fensterlstein                               | AM-049 | Neustadtl an der Donau KG: Freienstein GrStNr: 352/1 Standort                  | |        | 19.10.1960 |
| 1    | Datei hochladen | Felsgebilde Teufelsbettstein                            | AM-050 | Neustadtl an der Donau KG: Nabegg GrStNr: 1074/2 Standort                      | |        | 16.12.1960 |
| 1    | Datei hochladen | Sommerlinde                                             | AM-053 | Neustadtl an der Donau KG: Schaltberg GrStNr: 530/4 Standort                   | |        | 09.10.1963 |
| 1    | Datei hochladen | Baumgruppe (bestehend aus 4 Eichen) und 1 Eiche         | AM-063 | St. Pantaleon-Erla KG: Erla GrStNr: 1929/40; 1929/10 Standort                  | |        | 07.10.1975 |
| 1    | Datei hochladen | Traubeneiche (Kaiser Franz Josef Eiche beim Monument)   | AM-067 | St. Peter in der Au KG: St. Peter in der Au Dorf GrStNr: 2441 Standort         | |        | 15.03.1982 |
| 1    | Datei hochladen | Baumgruppe (bestehend aus 1 Buche, 1 Föhre und 1 Eiche) | AM-047 | St. Valentin KG: St. Valentin GrStNr: 574 Standort                             | Die Buche und die Föhre wurden gelöscht (bestehen auch nicht mehr). Das Denkmal besteht nur noch aus einer Eiche. |        | 31.03.1960 |
| 1    | Datei hochladen | Kastanienbaum                                           | AM-075 | Winklarn KG: Winklarn GrStNr: 770/2 Standort                                   | |        | 05.06.1991 |
| 1    | Datei hochladen | Sommerlinde                                             | AM-073 | Ybbsitz KG: Haselgraben GrStNr: 1276/4 Standort                                | |        | 17.06.1986 |
| 0 BW | Datei hochladen | 3 Lindenbäume (Sommerlinden)                            | AM-080 | Ybbsitz KG: Prolling GrStNr: 619 Standort                                      | |        | 15.10.1998 |
| 0    | Datei hochladen | Ofenloch                                                | AM-082 | Opponitz KG: Schwarzenbach;Ofenberg GrStNr: 122;506                            | Gewässer |        | 01.04.2014 |

## Ehemalige Naturdenkmäler
| Foto |                 | Name                              | ID     | Standort                                                           | Beschreibung | Fläche | Datum      |
| ---- | --------------- | --------------------------------- | ------ | ------------------------------------------------------------------ | --- | ------ | ---------- |
| 1    | Datei hochladen | Sommerlinde                       | AM-061 | Amstetten KG: Amstetten GrStNr: 248/1 Standort                     | |        | 11.02.1976 |
| 1    | Datei hochladen | Winterlinden                      | AM-055 | Ardagger KG: Ardagger Stift GrStNr: 2111/4 Standort                | |        | 02.09.1963 |
| 1    | Datei hochladen | Winterlinde                       | AM-058 | Ardagger KG: Kollmitzberg GrStNr: 16 Standort                      | Die Linde wurde 2008 gefällt. Aus dem bzw. in ihren Stamm hat der Holzkünstler Ernst Adelsberger eine Statue der Hl. Ottilia geschnitzt. Diese steht neben dem Kollmitzberger Augenbründl hinter dem Gasthof Alpenblick. |        | 11.12.1972 |
| 0 BW | Datei hochladen | Winterlinde                       | AM-076 | Aschbach-Markt KG: Mitterhausleiten GrStNr: 405 Standort           | |        | 01.02.1994 |
| 1    | Datei hochladen | Efeustock                         | AM-006 | Haidershofen KG: Haidershofen GrStNr: 762 Standort                 | |        | 01.04.1926 |
| 0    | Datei hochladen | Linde(n)                          | AM-027 | Hollenstein an der Ybbs KG: Großhollenstein GrStNr: 445/2          | |        | 07.06.1982 |
| 0    | Datei hochladen | Rotbuchen                         | AM-079 | Hollenstein an der Ybbs KG: Großhollenstein GrStNr: 682/1          | |        | 02.09.1998 |
| 0 BW | Datei hochladen | Linden                            | AM-070 | St. Georgen am Ybbsfelde KG: Leutzmannsdorf GrStNr: 541 Standort   | |        |            |
| 0    | Datei hochladen | Baumgruppe bestehend aus 8 Bäumen | AM-062 | Viehdorf KG: Seisenegg GrStNr: 452/1                               | |        | 11.02.1976 |
| 1    | Datei hochladen | Eibe                              | AM-014 | Ardagger KG: Kollmitzberg GrStNr: 778/1 Standort                   | |        | 20.12.1928 |
| 1    | Datei hochladen | Eibe                              | AM-032 | Neuhofen an der Ybbs KG: Neuhofen an der Ybbs GrStNr: 419 Standort | |        | 01.10.1953 |
| 1    | Datei hochladen | Stieleiche, Fröschleiche          | AM-008 | Seitenstetten KG: Seitenstetten Dorf GrStNr: 895/13 Standort       | |        | 15.06.1926 |
| 1    | Datei hochladen | Stieleiche                        | AM-037 | Seitenstetten KG: Seitenstetten Markt GrStNr: 193 Standort         | |        | 03.06.1957 |
| 1    | Datei hochladen | Eiche                             | AM-074 | St. Valentin KG: Altenhofen GrStNr: 618 Standort                   | |        | 25.04.1986 |
| 1    | Datei hochladen | (74 Bäume) Baumgruppe             | AM-064 | Amstetten KG: Ulmerfeld GrStNr: 17/1; 49/1; 49/5; 49/6 Standort    | |        | 07.10.1975 |

| Foto:                    | Fotografie des Naturdenkmals. Klicken des Fotos erzeugt eine vergrößerte Ansicht. Daneben finden sich zwei Symbole: \| Weitere Bilder vorhanden \| Das Symbol bedeutet, dass weitere Fotos des Objekts verfügbar sind. Durch Klicken des Symbols werden sie angezeigt. \| \| Eigenes Foto hochladen \| Durch Klicken des Symbols können weitere Fotos des Objekts in das Medienarchiv Wikimedia Commons hochgeladen werden. \| |
| Name:                    | Bezeichnung des Naturdenkmals laut offiziellen Quellen |
| ID                       | Identifikator |
| Standort:                | Es ist die Gemeinde und falls vorhanden die Adresse angegeben. Darunter sind die Katastralgemeinde (KG) und die Grundstücksnummer angeführt. Durch Aufruf des Links Standort wird die Lage des Denkmals in verschiedenen Kartenprojekten angezeigt. |
| Beschreibung             | Kurze Beschreibung des Naturdenkmals |
| Fläche                   | Fläche des Naturdenkmals in Hektar (ha) |
| Datum                    | Datum oder Jahr der Unterschutzstellung |
| Weitere Bilder vorhanden | Das Symbol bedeutet, dass weitere Fotos des Objekts verfügbar sind. Durch Klicken des Symbols werden sie angezeigt. |
| Eigenes Foto hochladen   | Durch Klicken des Symbols können weitere Fotos des Objekts in das Medienarchiv Wikimedia Commons hochgeladen werden. |